# Richard Rapson
Richard L. Rapson (nascido em 8 de março de 1937, em Nova York) é professor emérito de história americana na Universidade do Havaí em Mānoa. Rapson escreveu muitos livros e contos. Alguns deles foram escritos com sua esposa, Dra. Elaine Hatfield. Ele tem uma filha, Dra. Kim Elizabeth Rapson.

## Publicações notáveis
- (1968). Individualism and Conformity in the American Character. Lexington, Mass: D.C. Heath. ISBN 0669448265
- (1971). Britons View America: Travel Commentary, 1860–1935. Seattle: University of Washington Press. ISBN 0295951591ISBN 0295951591
- (1971). The Cult of Youth in Middle-Class America. Lexington, Mass: D.C. Heath. 0669733873
- (1971). Major Interpretations of the American Past. New York: Irvington. ISBN 0390728470ISBN 0390728470
- (1982). Denials of Doubt: An Interpretation of American History. Lanham, Md.: University Press of America. ISBN 0819105414ISBN 0819105414
- (1980). Fairly Lucky You Live Hawaii! Cultural Pluralism in the 50th State. Lanham, Md.: University Press of America. ISBN 0819111678ISBN 0819111678
- (1988). American Yearnings: Love, Money, and Endless Possibility. New York: XLibris. ISBN 0819170895ISBN 0819170895
- (2003). Amazed by Life: Confessions of a Non-Religious Believer. New York: XLibris. ISBN 1401099386ISBN 1401099386
- (2007). Magical Thinking and the Decline of America. New York: XLibris. ISBN 1425771017ISBN 1425771017

Co-autoria com Elaine Hatfield
- (1993). Love, sex, and intimacy: Their psychology, biology, and history. New York: HarperCollins. ISBN 0-06-500702-6ISBN 0-06-500702-6
- (1994). Emotional contagion. New York: Cambridge University Press. ISBN 0-521-44948-0ISBN 0-521-44948-0
- (1996/2005). Love and sex: Cross-cultural perspectives. Needham Heights, MA: Allyn & Bacon. ISBN 0-205-16103-0ISBN 0-205-16103-0 Reprint: Lanham, MD: University Press of America. ISBN 0-7618-3232-7ISBN 0-7618-3232-7.
- (2020). What's Next in Love and Sex: Psychological and Cultural Perspectives. New York: Oxford University Press, ISBN 978-0-1906-4716-2